# Mangiola (Fluss)
Der Mangiola ist ein Torrente (Sturzbach) in Oberitalien in der Provinz Massa-Carrara, Region Toskana.

## Verlauf
Der Torrente Mangiola entspringt östlich des Passes Passo dei Casoni, fließt in einem Tal mit den darüberliegenden Ortschaften Montereggio und Mulazzo weitgehend nordostwärts, bevor er im Tal der Magra von rechts in ebendiese einmündet. Die Brücke vor der Mündung wurde im Rahmen von Aufbaumaßnahmen nach einer größeren Überschwemmung erneuert.